# Timur Safin
Pour les articles homonymes, voir Timur (homonymie).
Timur Marselevich Safin (en russe : Тимур Марселевич Сафин), né le 4 août 1992 à Tachkent en Ouzbékistan, est un escrimeur russe pratiquant le fleuret.
Il compte une médaille de chaque métal aux Jeux olympiques, avec pour point d'orgue l'or par équipes  en 2016. Il a aussi remporté deux médailles de bronze aux championnats du monde en 2014 et six médailles, dont trois médailles d'or aux championnats d'Europe.

## Carrière
Installé jeune à Oufa, il découvre l'escrime alors qu'il a 9 ans. D'abord champion du monde juniors en 2012 puis double médaillé d'or aux championnats d'Europe juniors en 2013, Safin enchaîne dès la coupe du monde 2013-2014 par une victoire sur le circuit senior, au challenge Revenu. Aux championnats d'Europe 2014, il ne dépasse pas les huitièmes de finale, battu par le futur champion James-Andrew Davis. Il décroche une médaille par équipes, malgré une défaite en demi-finale contre l'équipe de France, en contribuant à la victoire de l'équipe Russe en petite finale contre la Pologne. En individuel, aux championnats du monde la même année, il bénéficie d'un tableau dégagé des principaux favoris pour décrocher une place en demi-finale où il manque de renverser le Chinois Ma Jianfei d'une touche. Cette défaite, néanmoins, lui garantit une médaille de bronze internationale à seulement 21 ans.
Lors des championnats d'Europe de Toruń en 2016 Safin décroche le titre face au Français Erwann Le Péchoux, il remonte sur la première marche du podium avec l'équipe Russe trois jours plus tard. Il fait partie de la sélection Russe pour les Jeux olympiques de Rio, où il se distingue en se classant troisième de la compétition individuelle, seulement battu en demi-finale par le champion olympique Daniele Garozzo et finissant sur une victoire contre Richard Kruse. Il remporte également le titre par équipe. 
Il est médaillé d'or en fleuret individuel aux Jeux mondiaux militaires de 2019 à Wuhan, battant en finale le Français Maxime Pauty.
Lors des Jeux olympiques de 2020, il remporte l'argent par équipe. Il n'est que remplaçant d'un relais composé majoritairement de juniors : Kirill Borodachev, Anton Borodachev et Vladislav Mylnikov, sélectionnés grâce à leurs bonnes prestations durant les compétitions nationales qualificatives pour les Jeux. Pour choisir le remplaçant, le sélectionneur russe Ilgar Mamedov organise un match en deux assauts de quinze touches entre Safin et Aleksey Cheremisinov. Safin remporte le premier et, mené 11-14 dans le second, parvient à marquer les quatre dernières pour obtenir sa sélection. Safin entre en jeu lors du dernier relais de la demi-finale gagnée contre les États-Unis, et tire donc toute la finale contre l'équipe de France, perdue lourdement par la formation russe (28-45). Lors de ses quatre assauts, il se montre en difficulté, arrachant un match nul pour trois défaites, et un indicateur de -9 touches.